# 約瑟夫·奈爾
小約瑟夫·塞缪尔·奈（英語：Joseph Samuel Nye, Jr.，1937年1月19日—2025年5月6日），生於美國新泽西州南奧蘭治，政治學學者，曾任美國國防部國際安全事務助理部長及哈佛大學约翰·F·肯尼迪政府学院院長。他与罗伯特·基欧汉一同提出并发展了国际关系理论中的新自由主义流派，曾提出軟實力、巧實力、奈倡議等外交學說。曾任美国文理科学院院士和英国国家学术院通讯院士。

## 生平与职业生涯

### 教育背景
奈伊就读于新泽西州莫里斯敦的莫里斯敦预备学校（现为莫里斯敦-比尔德学校），并于 1954 年毕业。之后，他就读于普林斯顿大学，并于 1958 年以历史学学士学位毕业，成绩优异。他是美国大学优等生协会的成员，并获得了Myron T. Herrick 论文奖。他的毕业论文题为“家族企业的消亡：美国蜜饯公司的创业史”。在普林斯顿大学期间，奈伊担任殖民俱乐部副主席、《普林斯顿日报》的专栏作家，以及美国辉格党-灵智学会的辩论小组成员。在作为罗德学者在牛津大学埃克塞特学院学习了哲学、政治学和经济学 (PPE) 之后，他于 1964 年获得了哈佛大学的政治学博士学位。奈伊的博士论文是关于东非的区域一体化。

### 职业生涯
奈伊于1964年加入哈佛大学，并在1985年至1990年期间担任约翰·F·肯尼迪政府学院科学与国际事务中心主任，并在1989年至1992年期间担任哈佛大学国际事务副院长。奈伊还于1989年至1993年期间担任哈佛大学国际事务中心主任，并于1995年至2004年期间担任约翰·F·肯尼迪政府学院院长。奈伊是该大学的杰出服务教授。
奈伊和他的同事基欧汉被认为是国际政治经济学学科发展的关键人物，这主要是因为他们合著了《权力与相互依存》。奈伊受到卡尔·多伊奇和恩斯特·哈斯的影响。
1977年至1979年，奈伊担任负责安全援助、科学和技术的副国务卿的副手，并担任国家安全委员会核武器不扩散小组的主席。为了表彰他的贡献，他于1979年被授予国务院的杰出荣誉奖。1993年和1994年，他担任国家情报委员会主席，该委员会负责协调总统的情报评估，并被授予情报界的杰出服务奖章。在克林顿政府期间，奈伊于1994年至1995年担任负责国际安全事务的助理国防部长，并被授予国防部带有橡树叶簇的杰出服务奖章。在2004年总统竞选中，奈伊被许多人认为是约翰·克里阵营国家安全顾问的最佳人选。
他是三边委员会北美分部的主席，以及阿斯彭战略小组的联合主席。他还是大西洋理事会董事会成员。奈伊还曾担任拉德克利夫学院和威尔斯学院的理事。他是外交关系委员会、国家安全改革项目指导联盟、Carolina for Kibera咨询委员会和战略与国际研究中心董事会成员。他被普林斯顿大学授予伍德罗·威尔逊奖，并被美国政治学会授予查尔斯·E·梅里曼奖。2005年，他被授予都柏林圣三一学院哲学学会的荣誉赞助人，并被十所学院和大学授予荣誉学位。2010年，奈伊获得了国际研究协会颁发的外交政策杰出学者奖。2009年，他被美国政治与社会科学院授予西奥多·罗斯福院士称号。
2014年10月，国务卿约翰·克里任命奈伊为外交政策委员会成员。该委员会定期举行会议，讨论战略问题，并向国务卿和其他高级部门官员提供独立的、明智的观点和想法。2014年11月，奈伊被授予旭日重光章，以表彰他“对日美安全研究的发展以及促进日美相互理解所做的贡献”。
奈伊担任全球互联网治理委员会的委员，并于 2017 年至 2019 年期间在全球网络空间稳定委员会任职。他目前在CFK 非洲的全球咨询委员会任职，该组织是在肯尼亚非正规住区工作的领先非政府组织。
奈伊在20世纪80年代后期创造了软实力一词，并在1990年他在《外交政策》杂志上发表的一篇文章后开始广泛使用。自2002年以来，奈伊一直在为《Project Syndicate》撰稿。

### 个人生活
奈伊和他的妻子莫莉·哈丁·奈伊育有三个成年儿子。他是普救一位神教协会教堂的成员。
2025年5月6日去世，享年88岁。

### 主要观点
奈伊是一位新自由主义者。
在奈伊看来，对集体安全体系的分析需要考虑经济因素。集体经济安全问题包括共同利益、贸易限制的存在与否，以及国家之间的利润分配。

## 荣誉

### 外国勋章奖章
- 旭日重光章（日本，2014年11月3日公布[18]）